# Orrmyrtjärnen (Byske socken, Västerbotten)
Orrmyrtjärnen är en sjö i Skellefteå kommun i Västerbotten och ingår i Jävreån-Åbyälvens kustområde. Sjön har en area på 0,0337 kvadratkilometer och ligger 30,9 meter över havet.

## Delavrinningsområde
Orrmyrtjärnen ingår i det delavrinningsområde (723485-176293) som SMHI kallar för Mynnar i Kinnbäcken. Medelhöjden är 57 meter över havet och ytan är 10,45 kvadratkilometer. Det finns inga avrinningsområden uppströms utan avrinningsområdet är högsta punkten. Vattendraget som avvattnar avrinningsområdet har biflödesordning 2, vilket innebär att vattnet flödar genom totalt 2 vattendrag innan det når havet efter 3 kilometer. Avrinningsområdet består mestadels av skog (69 procent) och sankmarker (11 procent). Avrinningsområdet har 0,03 kvadratkilometer vattenytor vilket ger det en sjöprocent på 0,3 procent.